# Eudendrium armatum
Eudendrium armatum is een hydroïdpoliep uit de familie Eudendriidae. De poliep komt uit het geslacht Eudendrium. Eudendrium armatum werd in 1890 voor het eerst wetenschappelijk beschreven door Tichomiroff. 